# Sophia Jensen
Sophia Amero Jensen (Edmonton, 18 de septiembre de 2001) es una deportista canadiense que compite en piragüismo en la modalidad de aguas tranquilas.
Ganó tres medallas en el Campeonato Mundial de Piragüismo, en los años 2022 y 2023, y una medalla de bronce en los Juegos Panamericanos de 2023.

## Palmarés internacional
| Campeonato Mundial   | Campeonato Mundial   | Campeonato Mundial | Campeonato Mundial |
| Año                  | Lugar                | Medalla            | Competición        |
| -------------------- | -------------------- | ------------------ | ------------------ |
| 2022                 | Halifax (Canadá)     | Medalla de oro     | C4 500 m           |
| 2022                 | Halifax (Canadá)     | Medalla de plata   | C1 500 m           |
| 2023                 | Duisburgo (Alemania) | Medalla de bronce  | C4 500 m           |
| Juegos Panamericanos |                      |                    |                    |
| Año                  | Lugar                | Medalla            | Competición        |
| 2023                 | Santiago (Chile)     | Medalla de bronce  | C1 200 m           |